# Ljusdals tingslag
Ljusdals tingslag var ett tingslag i nordvästra Hälsingland i Gävleborgs län. Tingslaget låg i nuvarande Ljusdals kommun i trakterna längs älvarna Ljusnan och Voxnan. Arealen omfattade 4 659 km² och tingsplatsen var belägen i Ljusdal. 
Ljusdal tingslag utökades 1694 och dess verksamhet överfördes 1928 till Västra Hälsinglands domsagas tingslag.
Tingslaget hörde till 1771 till Hälsinglands domsaga, mellan 1771 och 1821 till Norra Hälsinglands domsaga och från 1821 till Västra Hälsinglands domsaga.

## Socknar
Ljusdals tingslag omfattade fem socknar. 
- Ljusdal
- Ramsjö
- Färila (med Kårböle församling från 1923)
- Los från 1741
- Ytterhogdal med Ängersjö kapell, överfört den 1 januari 1865 (enligt beslut den 13 november 1863) till Svegs tingslag i Jämtlands län.[1][2]